# Aérospatiale Gazelle
O Aérospatiale Gazelle (designações da empresa SA 340, SA 341 e SA 342) é um helicóptero de cinco lugares desenvolvido e produzido inicialmente pela empresa aeronáutica francesa Sud Aviation, e mais tarde pela Aérospatiale. É o primeiro helicóptero a apresentar uma cauda fenestron em vez de um rotor de cauda convencional, além de ser o primeiro helicóptero a ser adaptado para operações de piloto único sob as regras de voo por instrumentos.
O Gazelle foi desenvolvido durante a década de 1960 como sucessor do Alouette II, bem como para atender a um requisito do Exército Francês para um novo helicóptero de observação leve. O Gazelle é consideravelmente maior do que a série Alouette anterior, mas ainda é movido por um único motor de turbina Turbomeca Astazou. As inovações no design do Gazelle, além do fenestron, incluíram uma ênfase nos requisitos mínimos de manutenção desde o início do desenvolvimento e o uso de um sistema de rotor composto semi-rígido, este último tendo exigido um tempo de desenvolvimento considerável. Em fevereiro de 1967, a França e o Reino Unido assinaram um acordo de cooperação, que faria com que a Westland Aircraft produzisse o Gazelle em solo britânico e fizesse parceria com a Sud Aviation em futuros refinamentos e atualizações do Gazelle.  Em 7 de abril de 1967, o Gazelle realizou seu voo inaugural.
Os primeiros Gazelles operacionais foram introduzidos em 1971. Inicialmente, as linhas de fabricação do tipo foram estabelecidas na França e na Grã-Bretanha, mas mais tarde, ele também foi fabricado sob licença pela SOKO na Iugoslávia e pela Arab British Helicopter Company (ABHCO) no Egito. Múltiplas variantes armadas, orientadas para funções como caça antitanque (SA 342M), apoio leve (SA 341F) e variantes antiaéreas foram prontamente produzidas para vários ramos das forças armadas francesas. O Gazelle foi pilotado por todos os ramos das forças armadas britânicas - a Força Aérea Real, a Marinha Real (inclusive em apoio aos Fuzileiros Navais Reais) e o Exército Britânico em uma variedade de funções. O Gazelle foi adquirido e operado por uma ampla gama de clientes de exportação. Embora tenha sido normalmente operado em uma capacidade militar para realizar missões de transporte leve, reconhecimento e ataque leve, o Gazelle também foi usado por operadores civis.

Durante sua longa vida útil, o Gazelle participou de vários conflitos ao redor do mundo, inclusive pela Síria durante a Guerra do Líbano de 1982, por Ruanda durante a Guerra Civil de Ruanda na década de 1990 e por vários participantes de ambos os lados da Guerra do Golfo de 1991. No século XXI, muitos operadores estavam em processo de substituição do Gazelle por helicópteros mais novos; no serviço francês, o Gazelle foi suplantado como helicóptero de ataque pelo maior e mais moderno Eurocopter Tiger, mas permaneceu ativo por algum tempo no papel de helicóptero de reconhecimento. Vários operadores optaram por atualizar seus helicópteros para serviço contínuo, o tipo ainda está em uso em vários países a partir de 2024. A produção terminou em 1996.